# Sicyopterus franouxi
Sicyopterus franouxi är en fiskart som först beskrevs av Pellegrin, 1935.  Sicyopterus franouxi ingår i släktet Sicyopterus och familjen smörbultsfiskar. IUCN kategoriserar arten globalt som livskraftig. Inga underarter finns listade i Catalogue of Life.